# Алочабоф
Алочабоф (Алучабоф; тадж. Алочабоф, до 2008 года — Киров) — село в районе Рудаки Республики Таджикистан. 
Входит в состав джамоата (сельской общины) Россия района Рудаки.
Находится недалеко от г. Душанбе, на расстоянии 20 км от райцентра (пгт. Сомониён) и 1 км от центра общины (село Куштеппа).
Население — 3321 чел. (2017).